# Ashby Parkland
Ashby Parkland est une paroisse civile du North Lincolnshire, en Angleterre.
La paroisse a été créée le 1er avril 2004, en la détachant de la paroisse de Burringham ; elle se compose de quelques champs et hameaux à l'ouest immédiat de Scunthorpe et à l'est de la route M181, qui la sépare de Burringham.
Elle compte 699 habitants lors du recensement de 2021.